# Light This City
I Light This City sono una band melodic death metal della Bay Area di San Francisco fondata nel 2002.

## Storia del gruppo
Hanno pubblicato un album indipendente e tre album con la Prosthetic Records prima di sciogliersi nel 2008. Tyler Gamlen e Ben Murray sono stati co-fondatori della Reflections of Records Ruin, dove hanno pubblicato The Cycle Hero che è stata la prima etichetta ufficiale del gruppo per la loro prima uscita. Il gruppo si distingue per essere una delle poche band melodic death metal con una voce femminile.
I loro album contengono collaborazioni con musicisti di fama mondiale come Chuck Billy dei Testament ("Firehaven" in Stormchaser), e Trevor Strand di The Black Dahlia Murder ("Fear of Heights" in Facing the Thousand).
Dopo lo scioglimento, Laura Nichol (cantante), e Ben Murray (batterista), formarono una band punk rock chiamata Heartsounds.
I Light This City hanno fatto quattro spettacoli riunione dall'8 aprile 2010 all'11 aprile 2010.
La band si è riformata nel 2017; il 25 maggio 2018 è stato pubblicato l'album Terminal Bloom.

## Formazione

### Line-up finale
- Laura Nichol - voce (ora negli Heartsounds)
- Brian Forbes - chitarra
- Ryan Hansen - chitarra (ora negli The Urchin Barren)
- Jon Frost - basso (ora negli The Urchin Barren)
- Ben Murray - batteria (ora negli Heartsounds)

### Ex componenti
- Nick Koenig - chitarra
- Tyler Gamlen - chitarra
- Steven Shirley - chitarra (ora nei Comadre)
- Steven Hoffman - chitarra (ora nei Death and Glory)
- Joey Ellis - chitarra
- Mike Dias - basso
- Dan Kenny - basso (ex-Animosity, ex-Carnivorous, ora nei Suicide Silence)

## Discografia
- The Hero Cycle (2003)
- Remains of the Gods (2005)
- Facing the Thousand (2006)
- Stormchaser (2008)
- The Hero Cycle (2010 Re-release)
- Terminal Bloom (2018)